# Идлиб (мухафаза)
И́длиб (араб. مُحافظة إدلب‎) — одна из 14 мухафаз Сирии. Расположена на северо-западе страны.

## География
На северо-востоке граничит с мухафазой Алеппо, на юге с мухафазой Хама, на западе с мухафазой Латакия, на севере — с Турцией. Идлиб отделяет Латакию от Алеппо и достигает плодородной долины Сахль-эль-Габ в провинции Хама. Через перевал Джиср-эш-Шугур проходит стратегическое шоссе, связывающее главный морской порт Сирии с Алеппо — северной столицей и крупнейшим экономическим центром страны.
В западной части мухафазы протекает река Эль-Аси (Оронт).

## Административное деление
Мухафаза разделена на 5 районов:
| Район             | Административный центр | Карта |
| ----------------- | ---------------------- | ----- |
| Эриха             | Эриха                  |       |
| Харим             | Харим                  |       |
| Идлиб             | Идлиб                  |       |
| Джиср-эш-Шугур    | Джиср-эш-Шугур         |       |
| Мааррет-эн-Нууман | Мааррет-эн-Нууман      |       |

## История
В период Гражданской войны в Сирии провинция Идлиб стала оплотом суннитской вооружённой оппозиции режиму Башара Асада. Уже в июне 2011 года в приграничном Джиср-эш-Шугуре суннитские боевики, координируя свои действия с дезертирами из сирийской армии, нанесли существенный урон сирийским силам безопасности. Это был один из первых эпизодов вооружённого восстания против правительства Сирии, которое впоследствии охватит всю страну. Даже после того, как центр вооружённого сопротивления переместится в Хомс, власти не смогут полностью подавить местных повстанцев.
Провинция Идлиб, расположенная на северо-западе Сирии, граничит с турецкой провинцией Хатай. Большую часть её территории занимает плоскогорье, к которому примыкает плодородная долина аль-Габ, расположенная в пределах соседней провинции Хама. У северной оконечности долины находится город Джиср-эш-Шугур, контролирующий северную трассу к средиземноморскому побережью Сирии. Возвышенность, господствующая над районом между шоссе в Алеппо и долиной аль-Габ, известна как Джебель аль-Завия. Именно здесь осенью 2011 года возникло сильное повстанческое движение.
Столкновения в мухафазе Идлиб (сентябрь 2011 года — март 2012 года) были насильственными инцидентами с участием недавно сформированной Свободной сирийской армии (ССА) и правительственных сил, в ходе которых ССА взяла под свой контроль Саракиб, Биниш, Сармин, Ариху и Зардану. Это включало в себя битву при Идлибе 10 марта 2012 года. Это привело к операции в мухафазе Идлиб в апреле 2012 года, в ходе которой правительство безуспешно стремилось восстановить контроль. Последующая попытка прекращения огня продолжалась с 14 апреля по 2 июня 2012 года. За этим последовали столкновения в мухафазе Идлиб (июнь 2012 года — апрель 2013 года), в ходе которых ССА взяла или восстановило контроль над Салкином, Арманазом, Гаремом, Сармином, Даркушем, Кафр-Наблем, Мааррат ан-Нуманом и Тафтаназом.
Наступление в Идлибе в 2014 году было серией операций, проведенных повстанцами против сирийского правительства. Столкновения были в основном сосредоточены вокруг Хана Шейхуна и на шоссе в сторону Мааррат ан-Нумана и привели к победе повстанцев. В мартовской битве при Идлибе (2015) повстанцы, возглавляемые Фронтом ан-Нусра/Армией завоевания, отвоевших город Идлиб у правительства и сил Хезболлы.
В битве при Мааррат ан-Нумане (2016) 13 марта 2016 года боевики салафитских джихадистских групп Фронт ан-Нусра и Джунд аль-Акса начали ночную атаку на штаб 13-й дивизии ССА в городе Мааррат ан-Нуман, чтобы подавить местных протестующих и демонстрации. Битва привела к победе джихадистов. Столкновения в мухафазе Идлиб в октябре 2016 года были ожесточенными столкновениями между Джунд аль-Акса и сирийской повстанческой группой Ахрар аш-Шам, которая была поддержана несколькими другими повстанческими группами.
Столкновения в мухафазе Идлиб (январь-март 2017 года) были военными столкновениями между сирийскими повстанческими группировками во главе с Ахраром аш-Шамом и их союзниками, с одной стороны, и Джабхат Фатх аш-Шам (позже Хайят Тахрир аш-Шам). После 7 февраля в столкновениях также участвовала Джунд аль-Акса в качестве третьей воюющей стороны, которая переименовала себя в Лива аль-Акса и нападала на других боевиков. Сражения велись в мухафазе Идлиб и западной сельской местности мухафазы Алеппо.
Химическая атака Хан-Шейхун произошла 4 апреля 2017 года на город Хан-Шейхун, в то время находившемся под контролем Хайят Тахрир аш-Шам (ХТШ). Город был поражен авиаударами правительственных сил, за которыми последовало массовое гражданское химическое оружия. По данным органа здравоохранения Идлиба, выброс токсичного газа, который включал зарин или аналогичное вещество, убил по меньшей мере 74 человека и ранил более 557 человек. Нападение было самым смертоносным применением химического оружия в гражданской войне в Сирии со времен химической атаки в Гуте в 2013 году. Организация Объединённых Наций, правительства Соединённых Штатов, Соединённого Королевства, Турции, Саудовской Аравии, Франции и Израиля, а также Human Rights Watch приписали нападение силам президента Сирии Башара Асада. Правительство Асада отрицало использование какого-либо химического оружия.
Столкновения в мухафазе Идлиб (июль 2017 года) представляли собой серию военных столкновений между Ахрар аш-Шам и Хайят Тахрир аш-Шам. Во время столкновений Тахрир аш-Шам попытался захватить пограничный переход Баб-эль-Хава. В результате столкновений ХТШ взяла под свой контроль город Идлиб, пограничный переход и большинство районов вдоль турецкой границы в провинции Идлиб. Столкновения возобновились в июле 2017 года. В сентябре 2017 года сирийское правительство и его российские союзники активизировали бомбардировки удерживаемых повстанцами городов в Идлибе с многочисленными жертвами. Официально кампания по захвату районов, удерживаемых повстанцами, началась в октябре. Турецкая военная операция в мухафазе Идлиб состоялась в октябре/ноябре 2017 года.
По состоянию на август 2018 года, после окончания осады аль-Фуаха и Кафрии, которая удерживалась правительством до июля 2018 года, мухафаза почти полностью находится под контролем сирийских повстанцев (в первую очередь Национального фронта освобождения, который насчитывает более 50 000 боевиков) вместе с Хаят Тахрир аш-Шам. В сентябре 2018 года на фронте между правительством и поддерживаемой Турцией оппозицией была создана зона деэскалации, временно заморозив конфликт.
26 октября 2019 года Объединённое командование специальных операций США (JSOC) провело рейд в провинции Идлиб в Сирии на границе с Турцией, в результате которого погиб лидер ИГ Абу Бакр аль-Багдади.
Часть мухафазы была отвоевана правительственными силами в ходе наступления 2019 года, которое привело к перемещению почти миллиона гражданских лиц, и последующего наступления 2020 года, в результате которого погибло более 1000 человек, часто в результате бомбардировок.
После резкого падения стоимости сирийской валюты турецкая лира была принята в качестве законного платежного средства в мухафазе 15 июня 2020 года.